# Rio Dobricu
O Rio Dobricu é um rio da Romênia, afluente do Lăpuş, localizado no distrito de Maramureş.